# Pomeroy State Park
Pomeroy State Park ist ein nicht markierter State Park ohne Einrichtungen im US-Bundesstaat Connecticut auf dem Gebiet der Gemeinde Lebanon. Der Park wurde etwa 1955 auf dem Anwesen von Charles Pomeroy eingerichtet. Heute umfasst der Park 200 acres (81 ha); er hat keinen öffentlichen Zugang.

## Geographie
Der Park liegt an der Mountain Street (Connecticut Route 289), südlich der Gemeindegrenze von Willimantic und südlich des Hosmer Mountain. Die Straße verläuft über einen Bergsattel, der den Jordan Brook, der nach Osten zum Shetucket River entwässert, von den Quellbächen des Tenmile River trennt. Höchste Erhebung ist der Bush Hill mit 500 ft (152 m) über dem Meer.

## Geschichte
Pomeroy State Park wurde nach Charles Pomeroy, einem Textilfabrikanten, benannt. Der Park schützt ein Waldgebiet, das an geschütztes Farmland angrenzt. Die Natur im Park wurde durch keinerlei Baumaßnahmen gestört. 90 acres des Gebietes gehörten früher zum Anwesen von Pomeroy. Etwa 1955 wurde der Park erstmals mit 99 acres im Connecticut State Register and Manual aufgelistet. 1963 vergrößerte sich der Park auf 104 acres.

## Freizeitmöglichkeiten
Der Park hat keine Einrichtungen, bietet aber Möglichkeiten zum Wandern und Jagen.